# Aprilia (motorfietsmerk)
Aprilia is een Italiaans merk van motorfietsen en scooters.
Industria Cicli & Ciclimotori di Beggio Cav. Alberto & Co., Roma, later Di Beggio & Co., Noale, Venezia.
Het merk Aprilia is in 1968 ontstaan uit het rijwielfabriekje van Ivano Beggio. Het merk is genoemd naar een model van Lancia.
Aprilia maakte eerst voornamelijk gebruik van inbouwmotoren van Bombardier-Rotax en Minarelli, hoewel de eerste modellen waren voorzien van Franco Morini- en Sachs-blokken.
Het merk bracht in 1968 een bromfiets uit. Het bedrijf produceert bromscooters.
Toen het merk groot werd in de 250 cc racerij kwam er een replica met Rotax 250-blok en later een 1000 cc V-twin, de RSV Mille, de SL1000 Falco, de ETV1000 Caponord, de Futura en de Tuono.
Het bedrijf groeide intussen gestaag en in 2000 werden zelfs Moto Guzzi en Laverda door Aprilia overgenomen. Hierna ontstonden geldproblemen en in december 2004 werd het merk uiteindelijk door Piaggio overgenomen. Sindsdien worden de Aprilia-motoren voornamelijk voorzien van door Piaggio ontwikkelde onderdelen, met uitzondering van de motoren.
Ook op ontwerpgebied kruipt de fabrikant steeds meer uit z'n schulp, met modellen als de Shiver en de Mana. Dit zijn ook de eerste modellen met een door Piaggio ontwikkeld blok.
De overeenkomst met de motorblokken leverancier Rotax liep in 2009 af, in dat jaar introduceerde Aprilia haar eerste vier cilinder motorfiets, de Aprilia RSV4. Deze volledig nieuw ontworpen motorfiets beschikt over een motorblok in V4 configuratie, een regelmatig in de racerij gebruikt relatief duur motorconcept. Aprilia hoopt met de RSV4 haar gloriedagen in de racerij voort te kunnen zetten door deel te nemen aan de WSB, de World Superbike Series, die al enige jaren gedomineerd wordt door Ducati, tevens uit Italië. De Aprilia RSV4 heeft een aantal opvallende kenmerken zoals een drietal koplampen en de mogelijkheid de gewichtsverdeling van de motorfiets te kunnen wijzigen door de positie van het motorblok te variëren.
Door de beëindiging van de motorleverantie-overeenkomst met Rotax loopt op termijn ook het voortbestaan van de Caponord en Tuono gevaar.
Met de Pegaso modellen stapt Aprilia in 2005 over van Rotax naar het Yamaha 660 XT motorblok.
2008 is het laatste jaar voor de Pegaso Strada, Trail en Factory.
Aprilia heeft echter aan een compleet nieuwe 1197cc 90° V-Twin gewerkt, die onder andere gebruikt wordt in de in 2010 geïntroduceerde Aprilia 1200 Dorsodoro en de in 2013 geïntroduceerde 1200 Caponord. Dit nieuwe motorblok is net als de V4 binnen de Piaggio Group ontwikkeld.

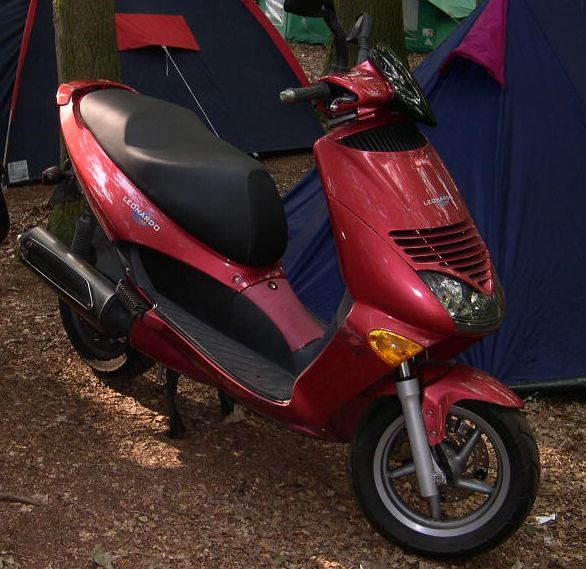
Aprilia Leonardo scooter
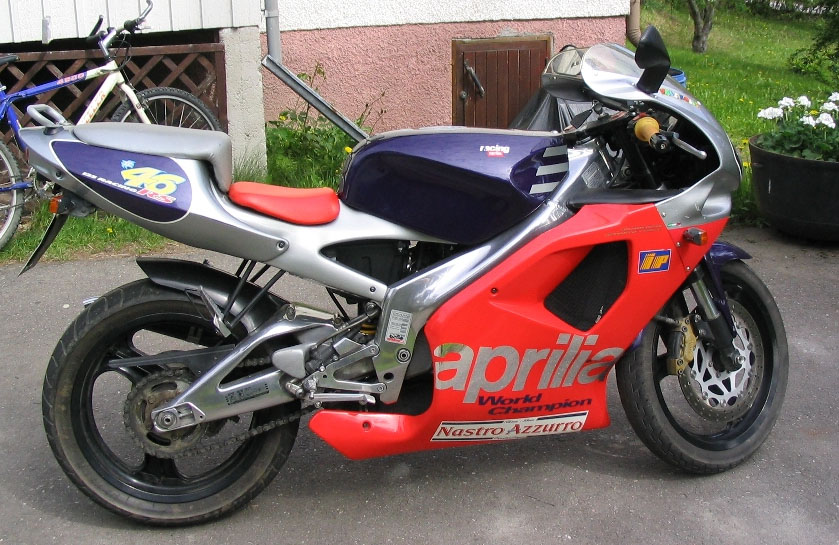
Aprilia RS 125 uit 1998
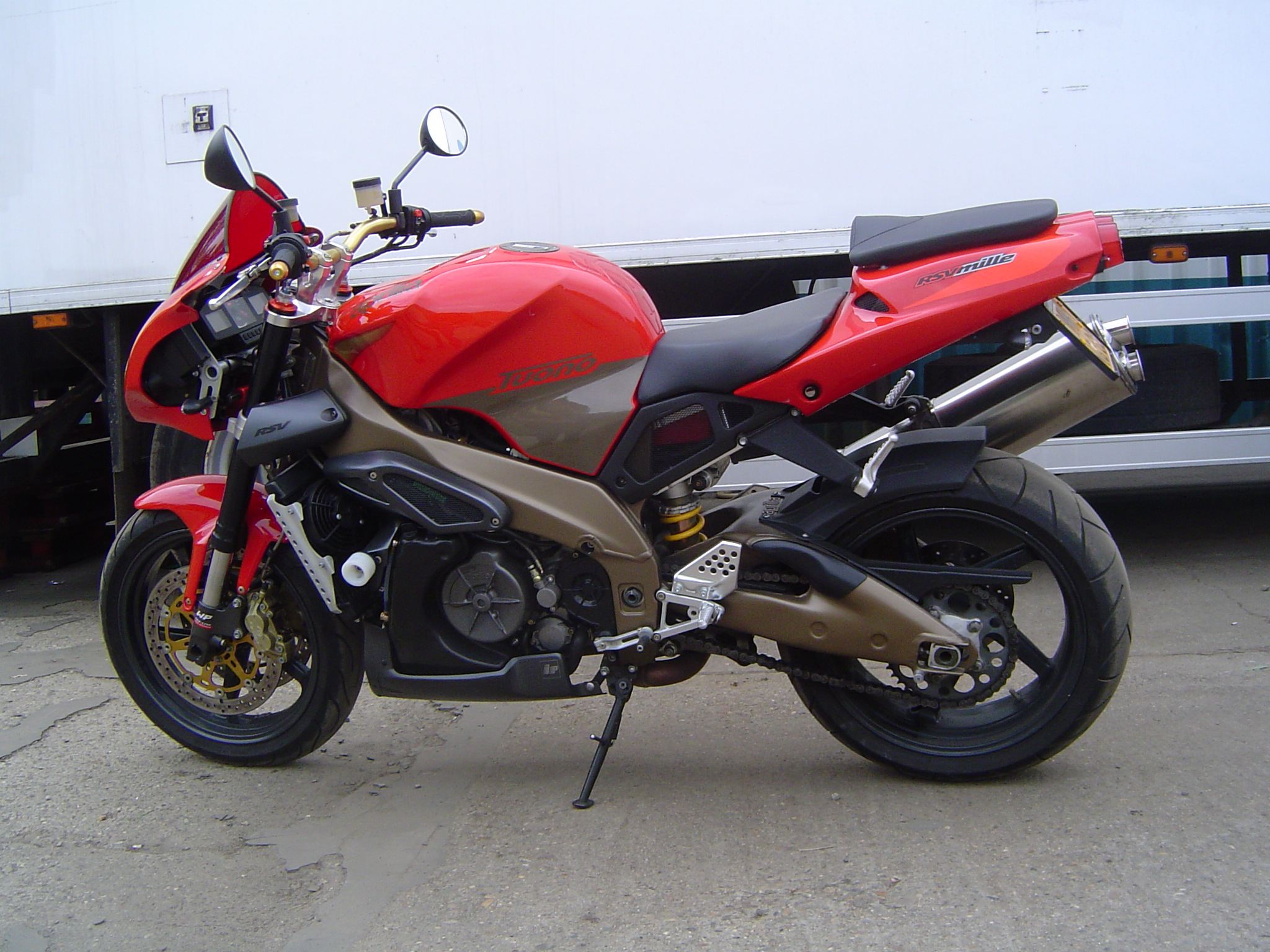
Aprilia RSV Mille Tuono
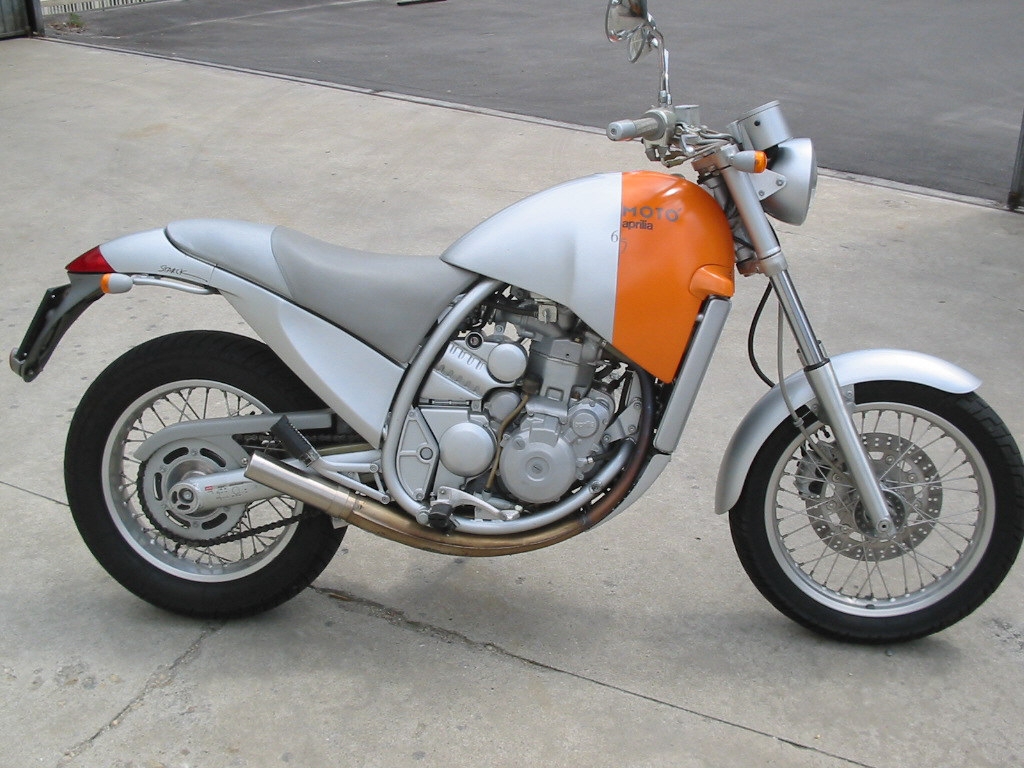
De Motó 6.5 is ontworpen door Philippe Starck, een bekende Franse ontwerper van interieurs en gebruiksvoorwerpen.
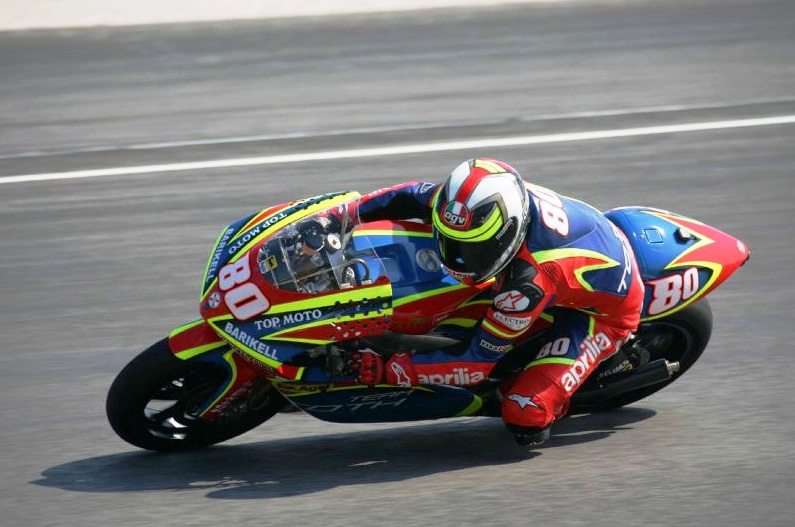
Hector Barbera op de 250 cc Aprilia (2007)
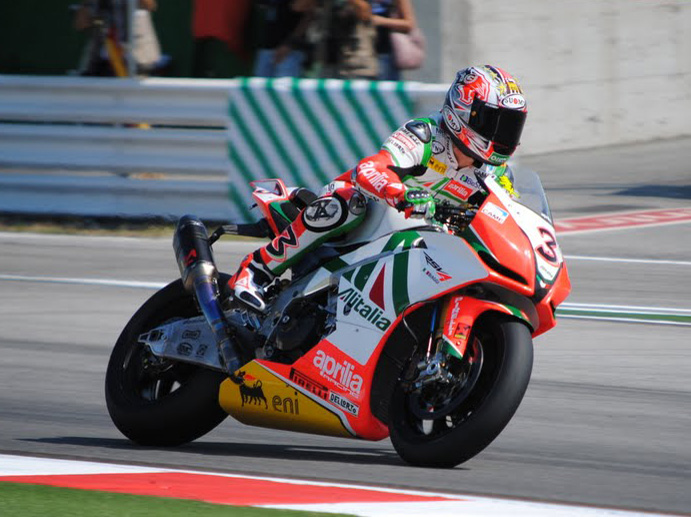
Max Biaggi op zijn Aprilia RSV4 (2010)